# العلاقات الإماراتية الفرنسية
العلاقات الإماراتية الفرنسية هي العلاقات الثنائية التي تجمع بين الإمارات العربية المتحدة وفرنسا.

## تاريخ
اغتيل سفير دولة الإمارات العربية المتحدة لدى فرنسا خليفة أحمد مبارك في باريس في 8 فبراير 1984.
وعلى الصعيد العسكري، تفاوضت الإمارات العربية المتحدة وفرنسا على اتفاقية تعاون دفاعي لتنويع مشتريات الإمارات من الأسلحة، بالإضافة إلى علاقة عسكرية مهمة مع الولايات المتحدة؛ حيث تعد فرنسا أحد الموردين الرئيسيين للبلاد من المعدات العسكرية.
وعلى الصعيد الثقافي، بدأت جامعة السوربون ومتحف اللوفر اعتباراً من عام 2008 في إنشاء فروع لهما في الإمارات العربية المتحدة، وكانت هناك خطة لإعادة إنشاء مدينة ليون المصغرة في دبي مع الساحات العامة والمطاعم والمتاحف.
في 25 مايو 2009، زار الرئيس الفرنسي نيكولا ساركوزي أبو ظبي، الإمارات العربية المتحدة، حيث افتتح هو ورئيس الإمارات العربية المتحدة الشيخ خليفة بن زايد آل نهيان رسميًا قاعدة عسكرية فرنسية، وهي أول قاعدة دائمة لفرنسا في الخليج العربي، تضم ما يصل إلى 500 جندي فرنسي. كما زار ساركوزي موقع فرع متحف اللوفر الذي تفتتحه فرنسا في الإمارات العربية المتحدة. وقال الشيخ عبد الله بن زايد آل نهيان، وزير الخارجية، إن التعاون مع فرنسا يشكل أولوية قصوى للسياسة الخارجية لدولة الإمارات العربية المتحدة.
في 15 سبتمبر 2021، التقى ولي عهد أبوظبي محمد بن زايد آل نهيان بالرئيس الفرنسي إيمانويل ماكرون في باريس لمناقشة الوضع في أفغانستان وتحسين التعاون بين البلدين.
في نوفمبر 2021، شهدت الجهود المتنامية لتحسين العلاقات بين البلدين زيارة إيمانويل ماكرون إلى الإمارات العربية المتحدة. وفي أعقاب الاجتماع، أعلنت وزارة الدفاع الفرنسية عن توقيع صفقة أسلحة بقيمة 16 مليار يورو (18 مليار دولار) مع الإمارات العربية المتحدة، والتي تضمنت 80 طائرة حربية من طراز رافال مطورة و12 طائرة هليكوبتر مقاتلة من صنع إيرباص. وبينما قال ماكرون إن العقود مهمة لتعميق العلاقات العسكرية مع الدولة الخليجية، أثارت جماعات حقوق الإنسان مخاوف بشأن تورط الإمارات في الصراعات في اليمن وليبيا. وقالت جماعات حقوق الإنسان إن الصفقة كانت أكثر اعتراضًا بسبب فشل الدولة الخليجية في تحسين سجلاتها في مجال حقوق الإنسان.
في أبريل 2024، اقتحمت الإمارات العربية المتحدة معرض باريس للكتاب، من خلال مركز أبحاث إماراتي، Trends Research & Advisory. ووزع ممثلو المؤسسة منشورات باللغتين الإنجليزية والعربية ضد جماعة الإخوان المسلمين، وهي الجماعة التي تشكل محور الاهتمام الرئيسي في المكتبات الإماراتية. كما وزعوا أبحاثًا عن مجموعة 42، والتي تضمنت قضايا تتعلق باستخدام الذكاء الاصطناعي في مكافحة كوفيد-19. واقترح موقع إنتليجنس أونلاين أن تستخدم تريندز مستشارها الرئيسي ومدير معهد البحوث والدراسات الاستراتيجية، باسكال بونيفاس، لمساعدة الإمارات في شق طريقها إلى باريس.
في يوليو 2024، كشف موقع إنتليجنس أونلاين أن أبو ظبي كانت تفكر في طلب 12 طائرة مقاتلة أخرى من طراز رافال من شركة داسو للطيران. اقترحت عدة مصادر أن العقد قد يشمل طائرة نيورون، وهي طائرة بدون طيار مقاتلة. ومع ذلك، كانت هناك شكوك حول إتمام الصفقة. كانت أبو ظبي تفكر في اتفاقية تعويض لطلب المزيد من طائرات رافال، على الرغم من النفي الفرنسي الرسمي للعقد الأولي الذي تم توقيعه في عام 2021، والذي تلقى أيضًا انتقادات من جماعات حقوق الإنسان.

## مقارنة بين البلدين
هذه مقارنة عامة ومرجعية للدولتين:
| وجه المقارنة                                              | الإمارات العربية المتحدة | فرنسا                                                    |
| --------------------------------------------------------- | ------------------------ | -------------------------------------------------------- |
| المساحة (كم2)                                             | 83.60 ألف                | 643.80 ألف                                               |
| عدد السكان (نسمة)                                         | 9.40 مليون               | 67.12 مليون                                              |
| الكثافة السكانية (ن./كم²)                                 | 112.44                   | 104.26                                                   |
| العاصمة                                                   | أبو ظبي                  | باريس                                                    |
| اللغة الرسمية                                             | اللغة العربية            | لغة فرنسية                                               |
| العملة                                                    | درهم إماراتي             | يورو، فرنك س ف ب، فرنك فرنسي، Livre tournois ‏            |
| الناتج المحلي الإجمالي (بليون دولار)                      | 382.58 مليار             | 2.58 تريليون                                             |
| الناتج المحلي الإجمالي (تعادل القوة الشرائية) بليون دولار | 640.72 مليار             | 2.87 تريليون                                             |
| الناتج المحلي الإجمالي الاسمي للفرد دولار أمريكي          | 40.44 ألف                | 36.20 ألف                                                |
| الناتج المحلي الإجمالي للفرد دولار أمريكي                 | 67.67 ألف                | 39.33 ألف                                                |
| مؤشر التنمية البشرية                                      | 0.835                    | 0.888                                                    |
| رمز المكالمات الدولي                                      | +971                     | +33                                                      |
| رمز الإنترنت                                              | .ae، .امارات             | .fr، .bzh ‏، .tf، .re، .wf، .yt، .pm، .paris              |
| المنطقة الزمنية                                           | ت ع م+04:00              | أوروبا/باريس ‏، توقيت وسط أوروبا، توقيت وسط أوروبا الصيفي |

## مدن متوأمة
في ما يلي قائمة باتفاقيات التوأمة بين مدن إماراتية وفرنسية:
- ترتبط دبي مع باريس باتفاقية توأمة منذ 2009.[30][30][30][30]

## منظمات دولية مشتركة
يشترك البلدان في عضوية مجموعة من المنظمات الدولية، منها:
| علم المنظمة | اسم المنظمة                               | تاريخ انضمام الإمارات العربية المتحدة | تاريخ انضمام فرنسا |
| ----------- | ----------------------------------------- | ------------------------------------- | ------------------ |
|             | مؤسسة التنمية الدولية                     | 23 ديسمبر 1981                        | 30 ديسمبر 1960     |
|             | يونسكو                                    | 20 أبريل 1972                         | 4 نوفمبر 1946      |
|             | وكالة ضمان الاستثمار متعدد الأطراف        | 20 أكتوبر 1993                        | 28 ديسمبر 1989     |
|             | الأمم المتحدة                             | 9 ديسمبر 1971                         | 24 أكتوبر 1945     |
|             | الفريق المعني برصد الأرض                  | ?                                     | ?                  |
|             | الاتحاد البريدي العالمي                   | ?                                     | ?                  |
|             | البنك الدولي للإنشاء والتعمير             | 22 سبتمبر 1972                        | 27 ديسمبر 1945     |
|             | المنظمة الهيدروغرافية الدولية             | ?                                     | ?                  |
|             | الاتحاد الدولي للاتصالات                  | 27 يونيو 1972                         | 1866               |
|             | منظمة حظر الأسلحة الكيميائية              | ?                                     | ?                  |
|             | مؤسسة التمويل الدولية                     | 30 سبتمبر 1977                        | 20 يوليو 1956      |
|             | المركز الدولي لتسوية المنازعات الاستشارية | 22 يناير 1982                         | 20 سبتمبر 1967     |
|             | منظمة التجارة العالمية                    | ?                                     | 1995               |
|             | منظمة الشرطة الجنائية الدولية             | ?                                     | ?                  |
|             | البنك الإفريقي للتنمية                    | ?                                     | ?                  |

## أعلام
هذه قائمة لبعض الشخصيات التي تربطها علاقات بالبلدين:
- عبد العزيز ناصر الشامسي (دبلوماسي إماراتي، 1956 – )
- عمر سيف غباش (دبلوماسي إماراتي، 4 يونيو 1971 – )
- مهدي التاجر (1931 – )

## وصلات خارجية
- موقع وزارة الخارجية الإماراتية
- موقع وزارة الخارجية الفرنسية